# مالو باوانیشته
مالو باوانیشته (به صربی: Malo Bavanište) یک منطقهٔ مسکونی در صربستان است که در Kovin municipality واقع شده‌است. مالو باوانیشته ۴۲۰ نفر جمعیت دارد.